# Brossura Bock
Mackenzie "Brossura" Bock (Mackenzie "Hardback" Bock) è un personaggio dei fumetti creato da Chuck Dixon e Graham Nolan nel 1995 e pubblicato da DC Comics. Bock è un poliziotto del dipartimento di Gotham City. Il soprannome brossura (Hardback in originale) gli è stato dato dal collega Harvey Bullock a causa della sua insaziabile abitudine di leggere.

## Biografia del personaggio
L'agente Bock viene trasferito al dipartimento di polizia di Gotham City come assistente del tenente Sarah Essen, e presto si trova ad affrontare la KGBestia a fianco di Robin, uno scontro che provoca il ferimento di Harvey Bullock che Bock andrà a sostituire, fino a che Sarah Essen, nuovo commissario al posto di James Gordon, non lo promuove a suo assistente.
Quando Gotham viene dichiarata "terra di nessuno" in seguito al terremoto che la devasta, Gordon chiede a Bock di restare. In seguito viene promosso capitano, a capo della divisione contro il crimine organizzato. Con il pensionamento del commissario Gordon, Bock viene promosso a capo della polizia.